# Fate il vostro gioco (film)
Fate il vostro gioco (Any Number Can Play) è un film statunitense del 1949 diretto da Mervyn LeRoy.